# 婆裟羅天明
婆裟羅 天明（ばさら てんめい、1971年9月29日 - ）は、日本の俳優。血液型はAB型。ガイズエンターテイメントに所属していた。
神奈川県立伊志田高等学校卒。身長は192cm。特技は拳法（太気拳）。190cmを超える長身の持ち主であり、その容姿から悪役（特に特撮作品の怪人役）を多数演じている。

## 出演

### テレビドラマ
- 七星闘神ガイファード（1996年） - ゾディアック 役[注 1]
- ウルトラマンティガ（1996年） - 極悪ハンター宇宙人ムザン星人 役
- 七曲署捜査一係（1997年）
- はみだし刑事情熱系（1999年）
- ブースカ! ブースカ!!（2000年）
- 仮面ライダークウガ（2000年） - ラ・ドルド・グ 役

### 映画
- 修羅がゆく6（1997年）
- マルタイの女（1997年） - 襲撃する信者 役
- ウルトラマンティガ THE FINAL ODYSSEY（2000年） - 俊敏戦士ヒュドラ 役

### オリジナルビデオ
- 世紀末博狼伝サガ（1997年）
- 組織暴力 流血の抗争（1999年）

### 舞台
- 紙のドレスを燃やす夜
- 電影城の快人たち